# Championnat du Rwanda de football
Le championnat du Rwanda de football (Primus National Soccer League) est une compétition de football créée en 1945, sous l'égide de la Fédération du Rwanda de football.

## Palmarès
| Année                                   | Champion                |
| 1945                                    | Champion inconnu        |
| 1946                                    | Championnat non disputé |
| Champions inconnus entre 1947 et 1968   |                         |
| 1969                                    | Kiyovu Sports (1)       |
| 1970                                    | Champion inconnu        |
| 1971                                    | Kiyovu Sports (2)       |
| Champions inconnus entre 1972 et 1974   |                         |
| 1975                                    | Rayon Sports F.C. (1)   |
| Champions inconnus entre 1976 et 1979   |                         |
| 1980                                    | Panthères Noires (1)    |
| 1981                                    | Rayon Sports F.C. (2)   |
| Championnat non disputé en 1982         |                         |
| 1983                                    | Kiyovu Sports (3)       |
| 1984                                    | Panthères Noires (2)    |
| 1985                                    | Panthères Noires (3)    |
| 1986                                    | Panthères Noires (4)    |
| 1987                                    | Panthères Noires (5)    |
| 1988                                    | Mukungwa F.C. (1)       |
| 1989                                    | Mukungwa F.C. (2)       |
| Championnat non disputé en 1990 et 1991 |                         |
| 1992                                    | Kiyovu Sports (4)       |
| 1993                                    | Kiyovu Sports (5)       |
| 1994-1995                               | APR F.C. (1)            |
| 1996                                    | APR F.C. (2)            |
| 1997                                    | Rayon Sports F.C. (3)   |
| 1998                                    | Rayon Sports F.C. (4)   |
| 1999                                    | APR F.C. (3)            |
| 2000                                    | APR F.C. (4)            |
| 2001                                    | APR F.C. (5)            |
| 2002                                    | Rayon Sports F.C. (5)   |
| 2003                                    | APR F.C. (6)            |
| 2004                                    | Rayon Sports F.C. (6)   |
| 2005                                    | APR F.C. (7)            |
| 2006                                    | APR F.C. (8)            |
| 2007                                    | APR F.C. (9)            |
| 2008                                    | ATRACO F.C. (1)         |
| 2009                                    | APR F.C. (10)           |
| 2010                                    | APR F.C. (11)           |
| 2011                                    | APR F.C. (12)           |
| 2012                                    | APR F.C. (13)           |
| 2013                                    | Rayon Sports F.C. (7)   |
| 2014                                    | APR F.C. (14)           |
| 2015                                    | APR F.C. (15)           |
| 2016                                    | APR F.C. (16)           |
| 2017                                    | Rayon Sports F.C. (8)   |
| 2018                                    | APR F.C. (17)           |
| 2019                                    | Rayon Sports F.C. (9)   |
| 2020                                    | APR F.C. (18)           |
| 2021                                    | APR F.C. (19)           |
| 2022                                    | APR F.C. (20)           |
| 2023                                    | APR F.C. (21)           |
| 2024                                    | APR F.C. (22)           |

## Bilan
| Club              | Titres | Années |
| ----------------- | ------ | --- |
| APR F.C.          | 22     | 1995, 1996, 1999, 2000, 2001, 2003, 2005, 2006, 2007, 2009, 2010, 2011, 2012, 2014, 2015, 2016, 2018, 2020, 2021, 2022, 2023, 2024 |
| Rayon Sports F.C. | 9      | 1975, 1981, 1997, 1998, 2002, 2004, 2013, 2017, 2019                                                                               |
| Panthères Noires  | 5      | 1980, 1984, 1985, 1986, 1987 |
| Kiyovu Sports     | 5      | 1969, 1971, 1983, 1992, 1993 |
| Mukungwa F.C.     | 2      | 1988, 1989 |
| ATRACO F.C.       | 1      | 2008 |